# Weyns' wever
De weyns' wever (Ploceus weynsi) is een zangvogel uit de familie Ploceidae (wevers en verwanten).

## Verspreiding en leefgebied
Deze soort komt voor in de laaglandbossen van noordelijk Congo-Kinshasa, Oeganda en uiterst noordwestelijk Tanzania.